# Vuelta a Asturias 2004
La Vuelta a Asturias 2004, quarantottesima edizione della corsa, si svolse dal 12 al 16 maggio su un percorso di 848 km ripartiti in 5 tappe, con partenza e arrivo a Oviedo. Fu vinta dallo spagnolo Iban Mayo della Euskaltel-Euskadi davanti al colombiano Félix Cárdenas e allo spagnolo Haimar Zubeldia.

## Tappe
| Tappa  | Data      | Percorso                           | km    | Vincitore di tappa             | Leader cl. generale |
| ------ | --------- | ---------------------------------- | ----- | ------------------------------ | ------------------- |
| 1ª     | 12 maggio | Oviedo > Llanes                    | 174,4 | Luis León Sánchez              | Luis León Sánchez   |
| 2ª     | 13 maggio | Llanes > Gijón                     | 163   | David Herrero                  | Luis León Sánchez   |
| 3ª     | 14 maggio | Gijón > Avilés                     | 166,7 | Carlos Barredo                 | Luis León Sánchez   |
| 4ª     | 15 maggio | Cafés Toscaf > Santuario del Acebo | 180,2 | Jonathan González              | Félix Cárdenas      |
| 5ª     | 16 maggio | Cangas del Narcea > Oviedo         | 164,2 | Miguel Ángel Martín Perdiguero | Iban Mayo           |
| Totale | Totale    | Totale                             | 848   |                                |                     |

## Dettagli delle tappe

### 1ª tappa
- 12 maggio: Oviedo > Llanes – 174,4 km

| Pos. | Corridore         | Squadra              | Tempo    |
| ---- | ----------------- | -------------------- | -------- |
| 1    | Luis León Sánchez | Liberty Seguros      | 3h49'12" |
| 2    | David Navas       | Illes Balears        | s.t.     |
| 3    | Eladio Jiménez    | Comunidad Valenciana | a 6"     |

| Pos. | Corridore         | Squadra              | Tempo    |
| ---- | ----------------- | -------------------- | -------- |
| 1    | Luis León Sánchez | Liberty Seguros      | 3h49'02" |
| 2    | David Navas       | Illes Balears        | a 4"     |
| 3    | Eladio Jiménez    | Comunidad Valenciana | a 12"    |

### 2ª tappa
- 13 maggio: Llanes > Gijón – 163 km

| Pos. | Corridore                      | Squadra          | Tempo    |
| ---- | ------------------------------ | ---------------- | -------- |
| 1    | David Herrero                  | Costa de Almeria | 3h51'32" |
| 2    | Miguel Ángel Martín Perdiguero | Saunier Duval    | a 2"     |
| 3    | Josep Jufre Pou                | Relax-Bodysol    | s.t.     |

| Pos. | Corridore         | Squadra              | Tempo    |
| ---- | ----------------- | -------------------- | -------- |
| 1    | Luis León Sánchez | Liberty Seguros      | 7h40'36" |
| 2    | David Navas       | Illes Balears        | a 4"     |
| 3    | Eladio Jiménez    | Comunidad Valenciana | a 11"    |

### 3ª tappa
- 14 maggio: Gijón > Avilés – 166,7 km

| Pos. | Corridore       | Squadra          | Tempo    |
| ---- | --------------- | ---------------- | -------- |
| 1    | Carlos Barredo  | Liberty Seguros  | 4h13'13" |
| 2    | Dmitrij Konyšev | LPR              | a 48"    |
| 3    | David Herrero   | Costa de Almeria | s.t.     |

| Pos. | Corridore         | Squadra              | Tempo     |
| ---- | ----------------- | -------------------- | --------- |
| 1    | Luis León Sánchez | Liberty Seguros      | 11h54'37" |
| 2    | David Navas       | Illes Balears        | a 4"      |
| 3    | Eladio Jiménez    | Comunidad Valenciana | a 8"      |

### 4ª tappa
- 15 maggio: Cafés Toscaf > Santuario del Acebo – 180,2 km

| Pos. | Corridore         | Squadra          | Tempo    |
| ---- | ----------------- | ---------------- | -------- |
| 1    | Jonathan González | Costa de Almeria | 4h47'26" |
| 2    | Iban Mayo         | Euskaltel        | a 20"    |
| 3    | Leonardo Piepoli  | Saunier Duval    | a 23"    |

| Pos. | Corridore       | Squadra     | Tempo     |
| ---- | --------------- | ----------- | --------- |
| 1    | Félix Cárdenas  | Cafes Baque | 16h42'51" |
| 2    | Haimar Zubeldia | Euskaltel   | a 29"     |
| 3    | Iban Mayo       | Euskaltel   | a 46"     |

### 5ª tappa
- 16 maggio: Cangas del Narcea > Oviedo – 164,2 km

| Pos. | Corridore                      | Squadra       | Tempo    |
| ---- | ------------------------------ | ------------- | -------- |
| 1    | Miguel Ángel Martín Perdiguero | Saunier Duval | 4h06'14" |
| 2    | Francisco Mancebo              | Illes Balears | a 3"     |
| 3    | Iban Mayo                      | Euskaltel     | a 7"     |

| Pos. | Corridore       | Squadra     | Tempo     |
| ---- | --------------- | ----------- | --------- |
| 1    | Iban Mayo       | Euskaltel   | 20h49'54" |
| 2    | Félix Cárdenas  | Cafes Baque | a 1'18"   |
| 3    | Haimar Zubeldia | Euskaltel   | a 1'47"   |

## Classifiche finali

### Classifica generale
| Pos. | Corridore                  | Squadra                    | Tempo     |
| ---- | -------------------------- | -------------------------- | --------- |
| 1    | Iban Mayo                  | Euskaltel-Euskadi          | 20h49'54" |
| 2    | Félix Cárdenas             | Cafes Baque                | a 1'18"   |
| 3    | Haimar Zubeldia            | Euskaltel-Euskadi          | a 1'47"   |
| 4    | Leonardo Piepoli           | Saunier Duval-Prodir       | a 2'05"   |
| 5    | José Ángel Gómez Marchante | Costa de Almeria-Paternina | a 2'28"   |
| 6    | Eladio Jiménez             | Comunidad Valenciana-Kelme | a 2'35"   |
| 7    | Fabian Jeker               | Saunier Duval-Prodir       | a 2'45"   |
| 8    | David Arroyo               | L.A. Pecol                 | a 2'46"   |
| 9    | Ivan Ramiro Parra Pinto    | Cafes Baque                | a 3'05"   |
| 10   | Samuel Sánchez             | Euskaltel-Euskadi          | a 3'42"   |